# Острів Олексія Гнечка
Острів Олексія Гнечка (рос. Алексея Гнечко, яп. グネチコ島) — острів (скеля) у складі Малої Курильської гряди, в 50-х метрах від північно-східної частини острова Шикотан. Висота близько 30 м. Площа — 0,0307 км².
Найменовано 9 вересня 2012 на честь командувача Курильської десантної операції, генерал-майора Олексія Гнечка. Іменування відбулося в рамках офіційної експедиції «Ім'я на мапі Сахаліну і Курильських островів» на теплоході «Ігор Фархутдінов». Учасники експедиції висадилися на острів 7 вересня.

## Топографічні мапи
- Мапа острову Шикотан: Аркуш карти K-55-III Малокурильское. Масштаб: 1 : 200 000. Стан місцевості на 1981 р. Видання 1983 р. (рос.)
- Карта острова Шикотан: Лист карти K-55-6-Б. Масштаб: 1 : 50 000. Стан місцевості на 1981 рік. Видання 1983 р.[недоступне посилання з червня 2019]

## Дивись також
Проблема Північних територій.